# 崔爽
崔爽是中央广播电视总台节目主持、播音员。

## 生平
崔爽毕业于英国威斯敏斯特大学，取得了传播学硕士。崔爽曾是云南电视台主持人，《云南新闻联播》主播。2021年7月16日，崔爽入选中央广播电视总台主持人名单。